# دى آبن والبحيحة (ذي السفال)

تعديل مصدري - تعديل

دى آبن والبحيحة محلة تابعة لقرية الفاش، التابعة لعزلة العنسيين بمديرية ذي السفال إحدى مديريات محافظة إب في الجمهورية اليمنية، بلغ تعداد سكانها 211 حسب تعداد اليمن لعام 2004.